# Ricardo Lee
Ricardo Lee del Campo (Linares, 8 de abril de 1964 - Talca, 1 de abril de 2009) fue un futbolista chileno.
Jugaba como lateral izquierdo  en equipos como Deportes Linares, O'Higgins, Huachipato, Universidad Católica, Deportes Antofagasta, Coquimbo Unido, Audax Italiano y Rangers. En Rangers desempeñó labores ligadas a la formación de jugadores en el mismo club. Fue incluido en una nómina de la Selección de fútbol de Chile para el Campeonato Sudamericano Sub-20, realizado en Bolivia en 1983.
Falleció el 1 de abril de 2009 en el Hospital de Talca después de sufrir una neumonía. Lee tenía esclerosis lateral amiotrófica, enfermedad degenerativa que lo mantuvo en silla de ruedas durante sus últimos años.
A modo de homenaje en el partido clasificatorio que terminó con empate sin goles entre Chile y Uruguay, se pidió un minuto de silencio en memoria del ex lateral.

## Clubes

### Como jugador
| Club                 | País  | Año       |
| -------------------- | ----- | --------- |
| Deportes Linares     | Chile | 1980-1982 |
| O'Higgins            | Chile | 1983-1989 |
| Huachipato           | Chile | 1990-1991 |
| Universidad Católica | Chile | 1992      |
| Deportes Antofagasta | Chile | 1992      |
| Coquimbo Unido       | Chile | 1993      |
| Rangers              | Chile | 1994-1995 |
| Audax Italiano       | Chile | 1996-1997 |

### Como entrenador
| Club             | País  | Año  |
| ---------------- | ----- | ---- |
| Deportes Linares | Chile | 1999 |